# Miles Storey
Miles James Storey, né le 4 janvier 1994 à West Bromwich (Angleterre), est un footballeur anglais, qui évolue au poste d'attaquant à Partick Thistle.

## Biographie
Il inscrit 11 buts en première division écossaise lors de la saison 2015-2016 avec le club d'Aberdeen.
Le 11 août 2017, il rejoint Partick Thistle.